# L'École des loisirs
 (décembre 2022).
 (décembre 2022).
L’École des loisirs est une maison d'édition française de littérature de jeunesse fondée en 1965.
Son siège est situé 11, rue de Sèvres (6e arrondissement de Paris).
Elle possède un fonds vivant de plus de 6 000 titres, publie 300 nouveautés par an et compte 1 000 auteurs au catalogue. 

## Histoire
En 1963, les fondateurs de l'École des loisirs, Jean Fabre, Jean Delas et Arthur Hubschmidt, participèrent à la foire du livre de Francfort. Cette visite leur permit de constater les limites des livres scolaires dans l'apprentissage de la lecture et de découvrir le potentiel des livres jeunesse documentaires et de fiction. Des échanges avec l'école maternelle française et les héritiers de la pédagogie Freinet renforcèrent leur conviction quant à la complémentarité entre les ouvrages scolaires à vocation didactique et des livres de fiction, dont l'objet est principalement le loisir.
Cette réflexion est à l'origine de la création de la maison d'édition l'École des loisirs en 1965. À partir d'une première sélection de livres édités à l'étranger, ils définissent une politique éditoriale valorisant les créateurs d'histoires illustrées, les albums, en prenant appui sur la contribution des maquettistes dès la conception du livre. Leur ligne : élaboration de nouvelles normes éditoriales de diversification, stricte comptabilisation des coûts et appréciation des possibilités de vente à court terme, tout en substituant à la recherche de best-sellers celle de long-sellers.
Entre 1965 et 1973, l'effort de création est limité à un fonds d'albums et à des textes de première lecture. En 1974, la librairie L'Écho du 13, rue de Sèvres est transformée en librairie Chantelivre, propriété de l'Ecole des Loisirs, et devient la première librairie spécialisée pour enfants créée en France. Véronique Lory est recrutée pour cette tâche. Cette pionnière avait déjà développé quelques années auparavant, et à quelques mètres, le projet des Trois Hiboux pour le compte du Bon Marché, avec livres, disques, jeux éducatifs, travaux manuels adressés aux enfants uniquement.
En 1975, L'École des loisirs publie la première collection de poche pour la jeunesse en France, Renard Poche, en partenariat avec la collection allemande Rowohlt.
Lutin poche, première collection d'une sélection d'albums au format réduit uniformisés et brochés, est lancée en 1977, parallèlement à l'édition originale cartonnée, avec un décalage de parution de 12 à 24 mois.
En 1978 est créée la Bibliothèque documentaire et de la collection des « Classiques abrégés », destinée aux jeunes de collèges. Des nouvelles et des romans pour adolescents et jeunes adultes trouvent place progressivement dans le catalogue, comptant alors cent-vingt titres pour jeunes lecteurs de 3 à 13 ans.
En 1980, le catalogue est restructuré en albums et livres cartonnés d'une part et en éditions brochées au format de poche d'autre part, répartis en dix collections par niveau de lecture progressif de la petite enfance aux jeunes adultes dont « Neuf », « Neuf Poche », « Médium », « Médium Poche », « Majeur » et « Majeur Poche ».
En 1981, L’École des loisirs crée le premier club de lecture pour la jeunesse : « Kilimax », suivi, de la petite enfance à l'adolescence, par « Bébémax », « Minimax », « Animax », « Maximax ».
La collection « Mouche » des premières lectures (7 à 9 ans), qui se situe entre « Lutin Poche » et « Neuf », est créée en 1987. Un bureau éditorial est établi l'année suivante à Bruxelles, qui publie des albums sous l'imprint Pastel, avec notamment les ouvrages à succès de Mario Ramos.
La collection « Loulou et compagnie », pour les tout-petits, est lancée en 1994 par Grégoire Solotareff.
Une filiale est créée à Francfort, Moritz Verlag, appelée à publier des albums de L’École des loisirs en allemand, et Babalibri à Milan en 1999 pour les livres en italien.
En 1995 apparaît la collection « Théâtre », créée et dirigée par Brigitte Smadja et regroupant des textes de théâtre contemporain pour jeune public.
En 2001, la « Petite Bibliothèque » de L'École des loisirs est lancée, rassemblant des « classiques » en petit format à petit prix. Elle est suivie de « Belles Vies » en 2005, concernant des biographies de grandes figures de l'Histoire à destination des adolescents, et de « Médium/cinéma » en 2008, collection rassemblant des ouvrages sur des films (scénario, cahier iconographique, documents sur la fabrique du film, analyse de séquence, entretien avec le cinéaste et fiction d'un écrivain à partir du film).
En 2010, l’éditeur lance la collection « Mille bulles » pour publier au format BD poche, en partenariat avec les éditeurs d’origine, des bandes dessinées destinées aux enfants de 7 à 12 ans. L'École des loisirs est ainsi associée à tous les éditeurs classiques de BD franco-belge, Casterman, Dargaud, Delcourt, Dupuis, Gallimard, Le Lombard.
En 2013, à la suite du départ à la retraite de son père, Louis Delas, jusqu'alors directeur général de Casterman, rejoint la direction de l'École des Loisirs aux côtés de son cousin Jean-Louis Fabre. Il est convaincu de la nécessité pour la maison mère de s'ouvrir à d'autres genres. Aussi fonde-t-il Rue de Sèvres, une filiale spécialisée dans la publication de bande dessinée.
La même année, Globe voit le jour au sein de l'École des Loisirs. Ce département éditorial, dirigé par Valentine Gay, accueille des écrivains ayant à cœur d’explorer les problématiques de notre temps et de nos existences.
En 2015, l'entreprise familiale fête ses 50 ans, un an après le décès de son fondateur, Jean Fabre. Cet anniversaire occasionne de multiples événements, dont une exposition au musée des Arts décoratifs intitulée Une histoire, encore ! : 50 ans de création à l'école des loisirs, inaugurée par le président de la République de l’époque, François Hollande.
En 2016, une nouvelle collection, en partenariat avec Play Bac, voit le jour : « Les héros s’échappent des livres », des produits où les enfants peuvent retrouver leurs héros préférés dans des jeux, stickers, cahiers à dessiner ou agendas.
Depuis 2017, les romans de L’École des loisirs ont bénéficié d’une restructuration et permettent de préciser l’offre éditoriale pour les médiateurs. On retrouve : Les Moucherons, Mouche, Neuf, Neuf Poche, Médium, Médium Poche, Médium + et Médium + Poche, destinés à un public de 6 à 18 ans.
En 2019, Isabel Finkenstaedt part à la retraite en cédant Kaléidoscope, dont elle est fondatrice et propriétaire, à L’École des loisirs, son partenaire et diffuseur historique qui avait déjà repris de nombreux titres de ces éditions dans la collection poche « Les Lutins ».

## Collections
Cette section est promotionnelle ou publicitaire (août 2020). Considérez son contenu avec précaution et/ou discutez-en.
Les albums de L’École des loisirs sont réédités au format poche dans la collection « Les Lutins » et la « Petite bibliothèque ». Pour les enfants, les romans sont répartis entre la collection « Moucheron » (premières lectures), « Mouche » et la collection « Neuf ». Les adolescents se retrouvent dans les titres de la collection « Médium », « Médium + » qu’on peut retrouver aussi en poche. Elle propose également une collection de classiques abrégés.
La plupart des titres appartiennent à la littérature francophone (française et belge essentiellement) ; quelques traductions trouvent leur place au catalogue comme les romans anglais d'Anne Fine. On y retrouve des grands classiques des années 1960-1970 comme Tomi Ungerer, Arnold Lobel, Leo Lionni, Robert Kraus (en)…
L'éditeur, tout en se positionnant dans le monde de la lecture loisir et non dans le créneau de l'édition pédagogique, collabore toutefois sur des projets éducatifs, les parutions peuvent être accompagnées de dossiers pédagogiques à destination des enseignants. De plus, une cinquantaine d'ouvrages figurent au catalogue des « ouvrages recommandés par le ministère de l'Éducation nationale pour le cycle III », et près de soixante-dix livres ont été sélectionnés pour les collégiens (mise à jour cycle avec cycle I, et cycle 2).

## Principaux auteurs
Parmi les auteurs au catalogue, on peut citer (liste non exhaustive) :
- Michel Gay, auteur de la série des Zou
- Chen Jianghong, auteur d'histoires chinoises, utilisant une technique de peinture traditionnelle à l'encre de Chine
- Claude Ponti, auteur des livres avec Blaise le poussin
- Anaïs Vaugelade, autrice des livres de la famille Quichon et éditrice
- Grégoire Solotareff, auteur d’Une prison pour Monsieur l'Ogre et de Mon frère le chien
- Dorothée de Monfreid, autrice et illustratrice
- Nadja, auteur de Chien bleu et de L'Enfant des sables
- Olga Lecaye, auteur de Léo Corbeau et Gaspard Renard
- Kitty Crowther, auteur de la série Poka et Mine ainsi que Mon ami Jim
- Iela Mari & Enzo Mari, auteurs de nombreux livres sans texte comme les Aventures d'une petite bulle rouge
- Gerda Muller, illustratrice de Boucle d'or et les trois ours
- Philippe Corentin, auteur de Têtes à claques et de Plouf !
- Carl Norac, auteur de Akli prince du désert et de Je veux un bisou
- Brigitte Smadja, auteur de La vérité toute nue, de Maxime fait de la politique et de la série Les Pozzis
- Moka, auteur de Un ange avec des baskets et de Bon à rien
- Rascal, auteur de Ma mère est une sorcière et de Loup blanc
- Claude Boujon, auteur de La Chaise bleue et de Ah ! Les bonnes soupes
- Alan Mets, auteur du Voleur de doudous et de Grrick
- Mario Ramos, auteur de Au lit, petit monstre! et de C'est moi le plus fort !
- Lois Lowry, auteur de la série des Anastasia
- Marie-Aude Murail, auteur de Qui a peur de Madame Lacriz ? et de Oh, boy !
- Susie Morgenstern, auteur de Lettres d'amour de 0 à 10 et de Joker
- Geoffroy de Pennart, auteur de Le loup est revenu ! et de Chapeau rond rouge
- Valérie Dayre, auteur de la série des Gaspard
- Xavier-Laurent Petit, auteur de Maestro et de Be safe
- Malika Ferdjoukh, auteur de Quatre sœurs et de Minuit-Cinq
- Arnaud Tiercelin, auteur de En secret et de S'échapper d'ici
- Jean Maubille, auteur de Et le petit dit…
- Alex Sanders, auteur et illustrateur des séries des Lulu et des Bob
- Stephanie Blake, auteur et illustratrice américaine des séries des Simon, le petit lapin
- Claude K. Dubois, auteure et illustratrice belge
- Delphine Bournay, auteur et illustratrice française, auteure notamment de la série Grignotin et Mentalo
- Jean-Claude Moscovici, auteur de Voyage à Pitchipoï
- Esmé Planchon, auteure de Faut jouer le jeu
- Malika Doray, auteure et illustratrice
- Frédéric Stehr, auteur et illustrateur

Ainsi que des écrivains connus aussi dans le monde de la littérature adulte tels que :
- Olivier Adam
- Geneviève Brisac
- Agnès Desarthe
- Marie Desplechin
- Christophe Donner
- Christian Garcin
- Elisabeth Motsch
- Christian Oster
- Victor Pouchet
- Martin Page
- Éric Pessan